# Rinrin Marinka
 (juillet 2024).
Maria Irene Susanto, née le 22 mars 1980 à Jakarta, est une cheffe et restauratrice indonésienne qui a été juge de Masterchef Indonésie et Junior Masterchef Indonésie,,,,,.

## Éducation
- École primaire et secondaire - École internationale Gandhi, Jakarta
- Lycée Pelita Harapan, Karawaci, Tangerang[8]
- Obtention du certificat IV du Collège d'art et de design du KVB Institute Sydney, Australie (1998-1999)[8]
- Participation à la communication visuelle, majeure en design de mode KVB Institute College Sydney, Australie (1999-2002)[8]
- Obtention du Grand Diploma of French Cuisine & Patisserie Le Cordon Bleu Sydney, Australie (September 2002-April 2004)[8],[9]